# Museu de l'Acròpoli d'Atenes
El Museu de l'Acròpoli d'Atenes va ser fundat per exhibir totes les restes arqueològiques de d'Acròpoli, la «ciutat alta» d'Atenes. Aquesta ciutat va ser creada amb una doble funcionalitat: defensiva i com seu dels principals llocs de culte.
El museu va ser dissenyat per l'arquitecte Bernard Tschummi juntament amb Michael Photiadis i fou inaugurat l'estiu del 2009. Està situat al centre històric de Makryianni, a les faldes del turó de l'Acròpoli just a 300 metres sud del Temple. I és que l'arquitectura del Museu va ser dissenyada seguint el requisit de mantenir sempre un contacte visual amb el conjunt de l'Acròpoli. Gràcies a les seves parets de vidre, el visitant pot gaudir d'unes espectaculars vistes des de les mateixes sales d'exposició.
La col·lecció del Museu està dividida en tres seccions, cadascuna en una planta.
A la Galeria de les Faldes de l'Acròpoli, s'exposen un conjunt d'objectes trobats en els santuaris i cases construïdes a la part baixa del turó. Des de petits objectes quotidians, fins a objectes de culte oficials i populars, que conformen la zona de transició entre la ciutat i el famós Temple.
En el segon pis, la Galeria Arcaica ens ofereix un conjunt escultòric que comprèn des del s. VII aC fins a finals de les guerres Mèdiques (480/79 dC), com són les estàtues de korai (models dones joves), amazones, escultures a la deessa Atena, o relleus de marbres.
A la planta superior, Galeria del Partenó, i seguint les mateixes dimensions, proporcions i orientació que la construcció del Partenó, s'exposa el conjunt escultòric del fris del Partenó, seguint l'ordre continu allarg del perímetre rectangular de la Galeria.
La base del Museu està construïda per més de 100 pilars, els quals gràcies al terra de vidre, permeten veure les excavacions arqueològiques en el subsòl, ja des de l'entrada del Museu.

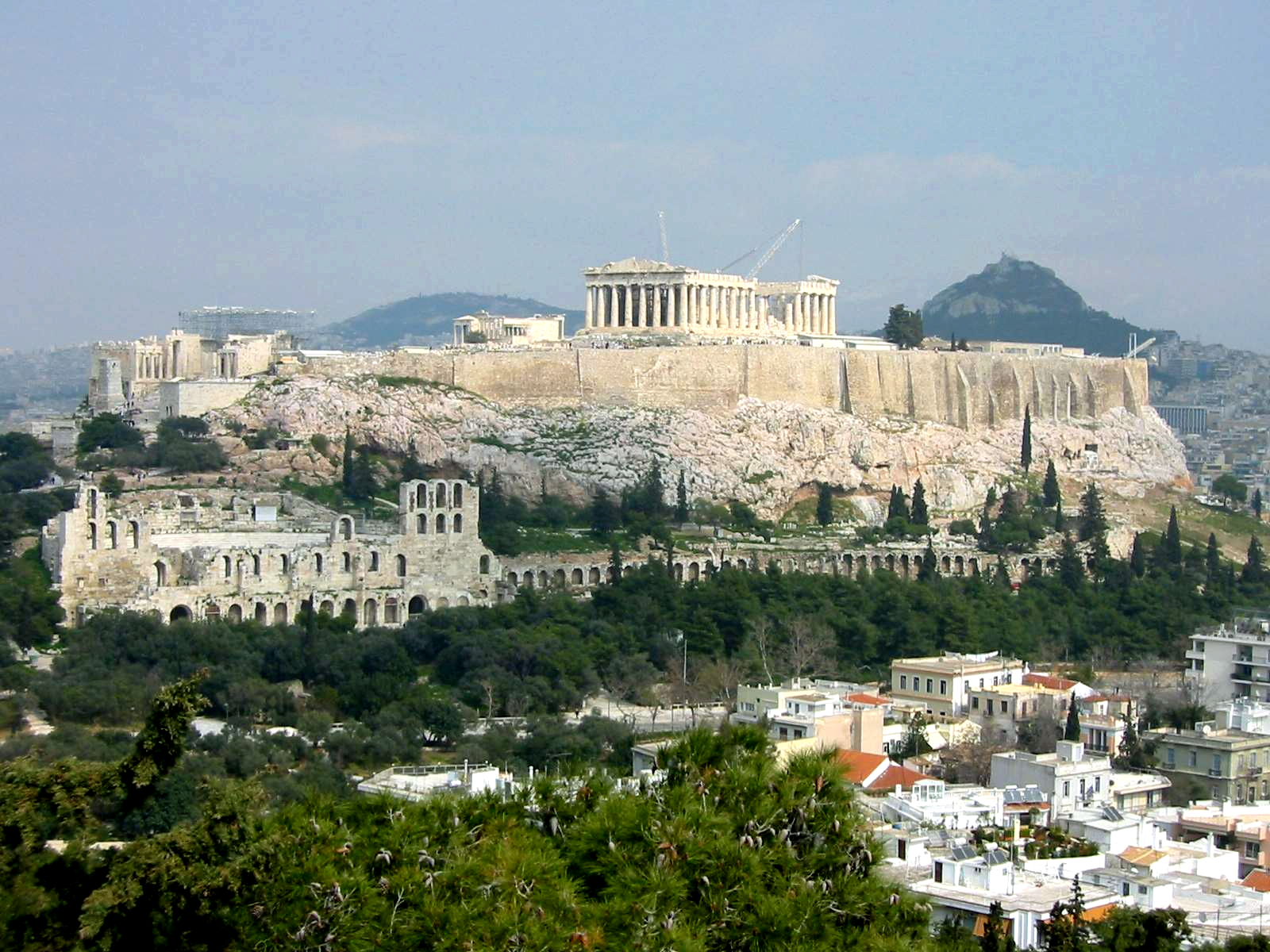
Acròpoli d'Atenes

## El Museu de l'Acròpoli

### Arquitectura
El museu compta amb 25.000 m2, dels quals 14.000 m2 estan destinats a espais d'exhibició. El disseny arquitectònic va seguir tres requisits: mantenir un contacte constant visual amb l'Acròpolis, mostrar les escultures del Partenó en la seva totalitat, i adaptar la construcció del Museu a les excavacions arqueològiques permanents que s'estenen en els seus fonaments.
El contacte visual amb el Partenó s'aconsegueix gràcies a la construcció de les parets de vidre, que permeten que el visitant pugui contemplar des de dins del Museu el recinte exterior de l'Acropòli, amb un constant contrast expositiu.

### Col·lecció
A la primera rampa ascendent s'exposen les restes trobades al voltant dels santuaris de les Faldes de l'Acròpoli. Les excavacions arqueològiques van portar a la llum proves de vida urbana de l'antiga Grècia des del 3000 aC fins al segle VI dC. Cases, estables, tallers, places i una infinitat d'objectes que s'han anat trobant ens donen idea de com vivien en aquells temps.
Al primer pis, es troba l'Hekatompedon, temple Dòric perípter construït abans que el Partenó, on podem gaudir d'un fris on dos lleons estiren d'un Taure i que es data de 570 dC.

Es considera una de les parts més sagrades de l'Acròpoli, el temple de l'Erechtheion un complex temple de marbre dedicat a herois locals com Boutes i Hephaistos entre d'altres. D'aquest temple, són les conegudes columnes humanes Cariàtides (415 dC), les quals s'exposen a la primera planta del Museu. 

A la Galeria Arcaica, de 9 metres d'alçada, s'exposen un centenar d'escultures dels primers temples de l'Acropòli. Són les famoses Korai, Hippies i les escultures a la deessa Athena. 

La Col·lecció culmina amb l'exposició de les escultures del fris del Partenó (representant la processó Panatenaica) que es mostren en un continu perímetre que segueix les mateixes proporcions, dimensions i orientació que el Partenó original. A la part Est es troba el naixement de la deessa Athena, emergent del seu pare Zeus, i a l'Oest la batalla entre Athena i Poseidó.

### Reclamació històrica
A la tercera planta, la Galeria del Partenó, s'hi va construir una estructura rectangular amb les mateixes dimensions i orientació que el Partenó, per exhibir-hi el seu conjunt escultòric; l'estructura està dissenyada per acollir i poder mostrar el conjunt del fris del temple.

En aquests moments hi ha en aquesta sala grans espais buits reservats als famosos fragments del fris que actualment es troben al Museu Britànic de Londres i al Louvre de París, i que Grècia reclama des de fa dècades. Les peces del British Museum se les va emportar entre 1801 i 1805, Thomas Bruce, comte de Elgin, i ambaixador britànic davant l'Imperi Otomà, potència que ocupava Grècia en aquells períodes, i que va obtenir els permisos per comprar i arrencar les escultures del Partenó.

La posició del Museu Britànic es fonamenta en que ells existeixen per explicar la història de les fites culturals arreu del món, des dels inicis de la història fins avui dia. El British és un recurs per a tot el món, que traspassa fronteres i permet donar accés a tothom. Cada any, de franc, milions de visitants gaudeixen de l'art de les escultures i s'acosten a les idees sobre com l'antiga Grècia funcionava i va influenciar a altres civilitzacions.

### Dades d'interès
- Adreça: Dionysiou Arepagitou, 15. Atenes 11742. Grècia
- Contacte: General + 30 210 90000900 Reserva grups: +30 210 90000903
- Horari: dimarts a diumenge de 8.00 am a 8.00 pm
- Tancat: dilluns, 1 Gener, 25 Març, Diumenge sant, 1 Maig, 25 i 26 Desembre.
- Entrada: General 5 euros (altres modalitats consultar la web)
- Fotografies: No està permès fer fotografies en l'interior del Museu
- Cafè i restaurant: obert de 8.00 am fins a les 8.00 pm (vistes panoràmiques)